# Ekologia kulturowa
Ekologia kulturowa - nauka o adaptacji człowieka do środowiska społecznego i fizycznego. Adaptacja człowieka odnosi się zarówno do procesów biologicznych, jak i kulturowych, które umożliwiają ludności przeżycie i rozmnażanie się w danym lub zmieniającym się środowisku. Można badać ją w ujęciu diachronicznym (badanie bytów istniejących w różnych epokach) lub synchronicznym (badanie obecnego systemu i jego elementów). Głównym argumentem jest to, że środowisko naturalne, w społeczeństwach lokalnych lub opierających się na handlu wymiennym, częściowo od niego zależnych, w znacznym stopniu przyczynia się do rozwoju organizacji społecznej i innych instytucji. W sferze akademickiej, w połączeniu z badaniem ekonomii politycznej oraz badaniem ekonomii jako ustroju, staje się ona ekologią polityczną, kolejną subdziedziną akademicką. Jest przydatna również w analizie wydarzeń historycznych, takich jak Syndrom Wyspy Wielkanocnej.

## Historia
Termin „ekologia kulturowa” został wprowadzony przez antropologa kulturowego Juliana Stewarda, który przedstawił go jako metodologię pozwalającą na badanie, w jaki sposób ludzkość dostosowuje się do różnorodnych środowisk. W Theory of Culture Change: The Methodology of Multilinear Evolution. Steward opisuje ekologię kulturową jako „sposoby, w jakie zmiana kulturowa jest wywoływana poprzez dostosowywanie się do środowiska”.  Kluczową kwestią jest to, że każda konkretna adaptacja człowieka jest częściowo odziedziczona historycznie i obejmuje technologie, praktyki i wiedzę, które pozwalają ludziom żyć w danym środowisku. Oznacza to, że pomimo wpływu, jaki środowisko wywiera na sposób ludzkiej adaptacji, nie jest ono jedynym determinującym ją czynnikiem. W ten sposób Steward wprowadza rozróżnienie pomiędzy zmiennymi środowiskowymi a wewnętrznym dostosowaniem kultury rozwijającej się w danym środowisku. W perspektywie długoterminowej oznacza to, że środowisko i kultura są w pewnym sensie osobnymi ścieżkami ewolucyjnymi, a zdolność jednego z tych czynników do wywierania wpływu na drugi zależy od wewnętrznej struktury każdego z nich. To twierdzenie, że środowisko fizyczne i biologiczne wpływa na kulturę - okazało się kontrowersyjne, ponieważ implikuje element determinizmu środowiskowego wobec ludzkich działań, co niektórzy badacze nauk społecznych, w szczególności osoby piszące z perspektywy marksistowskiej, uważają za problematyczne. Ekologia kulturowa uznaje, że uwarunkowania ekologiczne odgrywają znaczącą rolę w kształtowaniu kultur danego regionu.

### Metodologia zaproponowana przez Stewarda
Zastosowana przez Stewarda metodologia polegała na:
1. Dokumentacji technologii i metod wykorzystywanych do eksploatacji środowiska w celu utrzymywania się z jego zasobów.
2. Obserwacji wzorców ludzkich zachowań / kultury związanych z korzystaniem ze środowiska.
3. Ocenie, w jaki sposób te wzorce zachowań wpłynęły na inne aspekty kultury (np. w jaki sposób, w regionie podatnym na suszę, duże zaniepokojenie związane z wzorcami opadów spowodowało, że stały się one jednym z podstawowych aspektów życia codziennego, i doprowadziło do rozwoju systemu wierzeń, w którym opady deszczu i woda zajmowały kluczową pozycję. Taki system przekonań może nie pojawić się w społeczeństwie, w którym obfite opady deszczu, wystarczające dla rozwoju roślinności, można uznać za coś oczywistego lub w którym praktykowano nawadnianie)[2].

### Wpływ na naukę
Koncepcja ekologii kulturowej wypracowana przez Stewarda stała się popularna wśród antropologów i archeologów w połowie XX wieku, choć później spotkali się oni z krytyką ze względu na swój determinizm środowiskowy. Ekologia kulturowa była jednym z głównych założeń i czynników napędzających rozwój archeologii procesualnej w latach 60. XX wieku, ponieważ archeolodzy pojmowali zmianę kulturową w ramach technologii i wpływu wywieranego przez nią na adaptację środowiskową.

## W antropologii
Ekologia kulturowa w formie opracowanej przez Stewarda jest jedną z głównych subdyscyplin antropologii. Wywodzi się z prac Franza Boasa i rozszerzyła się na wiele aspektów ludzkiego społeczeństwa, w szczególności podział bogactwa i władzy w społeczeństwie oraz to, jak wpływ wywiera na takie zachowania jak gromadzenie lub obdarowywanie (np. tradycja poltacz na północno-zachodnim wybrzeżu Ameryki Północnej).

## Jako projekt interdyscyplinarny
Jedna z koncepcji ekologii kulturowej powstałych w latach dwutysięcznych jest ogólną teorią, która traktuje ekologię jako paradygmat nie tylko dla nauk przyrodniczych i antropologicznych, ale także dla kulturoznawstwa. W Die Ökologie des Wissens Peter Finke wyjaśnia, że teoria ta łączy różne kultury wiedzy, które wyewoluowały w historii i które zostały podzielone na coraz bardziej wyspecjalizowane dyscypliny i subdyscypliny w ewolucji współczesnej nauki. W tym ujęciu ekologia kulturowa uznaje sferę kultury ludzkiej nie za odrębną, lecz współzależną i przekształcaną przez procesy ekologiczne i naturalne cykle energetyczne. Jednocześnie uznaje względną niezależność i autorefleksyjną dynamikę procesów kulturowych. Ze względu na to, że koncepcja zależności kultury od przyrody i uwzględnienie nieuniknionej obecności przyrody w kulturze zyskuje interdyscyplinarne znaczenie, różnica między ewolucją kultury a ewolucją naturalną jest coraz bardziej zauważana przez ekologów kulturowych. W miejsce praw genetycznych, informacje i komunikacja stały się głównymi siłami napędowymi ewolucji kulturowej. Przyczynowe deterministyczne prawa nie mają zatem zastosowania do kultury w ścisłym tego słowa znaczeniu, istnieją jednak wartościowe analogie, które można znaleźć pomiędzy procesami ekologicznymi i kulturowymi.
Gregory Bateson jako pierwszy nakreślił takie analogie w Steps to an Ecology of Mind, opierając je na ogólnych zasadach złożonych dynamicznych procesów życiowych, np. koncepcja pętli sprzężenia zwrotnego, która, w jego opinii, funkcjonowała zarówno pomiędzy umysłem i światem, jak i wewnątrz samego umysłu. Bateson nie postrzega umysłu ani jako autonomicznej, metafizycznej siły, ani jako zwykłej neurologicznej funkcji mózgu, lecz jako „odhierarchizowaną koncepcję wzajemnej zależności między (ludzkim) organizmem a jego (naturalnym) środowiskiem, podmiotem i przedmiotem, kulturą i przyrodą”, a zatem jako „synonim cybernetycznego systemu obwodów informacyjnych, które są istotne dla przetrwania gatunku”.
Finke łączy te pomysły z koncepcjami z teorii systemów. Opisuje różne sekcje i podsystemy społeczeństwa jako „ekosystemy kulturowe” z własnymi procesami produkcji, konsumpcji i redukcji energii (zarówno fizycznej, jak i psychicznej). Dotyczy to także kulturowych ekosystemów sztuki i literatury, które podążają za swoimi wewnętrznymi siłami selekcji i samoodnawiania, ale pełnią także ważną funkcję w całym systemie kulturowym.

## W literaturoznawstwie
Wzajemne powiązania pomiędzy kulturą a przyrodą były szczególnym przedmiotem kultury literackiej, aż od jej archaicznych początków, pojawiając się w mitach, rytuałach, ustnie przekazywanych historiach, legendach i baśniach, w gatunkach literatury pasterskiej oraz poezji natury. Ważne teksty tej tradycji obejmują historie wzajemnych przemian między życiem ludzkim i nieludzkim, których najsłynniejszym zbiorem są Metamorfozy Owidiusza, jeden z istotniejszych tekstów w całej historii literatury, oddziałujący na różne kultury. Ta uwaga poświęcana interakcjom między kulturą, a naturą stała się szczególnie widoczna w epoce romantyzmu, pozostając charakterystyczną dla literackich inscenizacji ludzkich doświadczeń aż do chwili obecnej.
Wzajemna otwartość i symboliczne połączenie kultury i natury, umysłu i ciała, życia ludzkiego i nieludzkiego w sposób holistyczny, a jednocześnie radykalnie pluralistyczny wydaje się być jednym z istotnych sposobów funkcjonowania literatury i tworzenia wiedzy literackiej. Z tej perspektywy literaturę można opisać jako symboliczne medium szczególnie potężnej formy „ekologii kulturowej”. Teksty literackie przedstawiały i badały, w coraz nowszych scenariuszach, złożone sprzężenie zwrotne pomiędzy dominującymi systemami kulturowymi, a potrzebami i przejawami ludzkiej i nieludzkiej „natury”. Z tego paradoksalnego aktu regresji twórczej czerpały one swoistą moc innowacji i kulturowego samoodnawiania.

## W geografii
W geografii ekologia kulturowa rozwinęła się w odpowiedzi na podejście Carla O. Sauera do „morfologii krajobrazu”. Szkoła Sauera została skrytykowana za nienaukowość, a później za utrzymywanie „reifikowanej” lub „superorganicznej” koncepcji kultury. W ekologii kulturowej zastosowano pomysły z ekologii i teorii systemów, aby zrozumieć proces dostosowywania się ludzi do środowiska. Ci ekolodzy kulturowi skupili się na przepływach energii i materiałów, badając, w jaki sposób przekonania i instytucje istniejące w kulturze regulują wymiany pomiędzy nią, a otaczającą ją ekologią naturalną. Według tej perspektywy ludzie stanowią taką samą część ekologii, jak każdy inny organizm. Ważnymi praktykami tej formy ekologii kulturowej są Karl Butzer i David Stoddart.
Druga forma ekologii kulturowej wprowadziła teorię decyzji z ekonomiki rolnictwa, szczególnie zainspirowaną twórczością Aleksandra Chayanova i Ester Boserup. Przedmiotem badań tych ekologów kulturowych był sposób, w jaki grupy ludzkie podejmują decyzje o tym, jak mają wykorzystywać swoje środowisko naturalne. Byli szczególnie zainteresowani kwestią intensyfikacji rolnictwa, udoskonalając konkurencyjne modele Thomasa Malthusa i Boserup. Znani ekolodzy kulturowi w tej drugiej tradycji to Harold Brookfield i Billie Lee Turner II. Począwszy od lat 80. ekologia kulturowa stała się przedmiotem krytyki ze strony ekologii politycznej. Politolodzy zarzucili, że ekologia kulturowa zignorowała związki między badanymi przez siebie systemami lokalnymi a globalną ekonomią polityczną. Dziś niewielu geografów określa się jako ekolodzy kulturowi, ale pomysły z ekologii kulturowej zostały przyjęte i rozwinięte przez ekologię polityczną, naukę o zmianach gruntów i naukę o zrównoważonym rozwoju.

## Koncepcje ekologii kulturowej

### Gatunek ludzki
Książki o kulturze i ekologii zaczęły pojawiać się w latach 50. i 60. XX wieku. Jedną z pierwszych opublikowanych w Wielkiej Brytanii był Gatunek Homo sapiens zoologa Anthony'ego Barnetta, która ukazał się w 1950 r. z podtytułem Biologia człowieka, jednakże dotyczyła znacznie węższego podzbioru tematów. Książka obejmowała problematykę kulturowego wpływu niektórych wyróżniających się obszarów wiedzy o środowisku w zakresie zdrowia i chorób, żywności, wielkości i jakości populacji człowieka oraz różnorodności typów jednostek ludzkich i ich umiejętności. Barnett był zdania, że wybrane przez niego obszary informacji „są tematami, na które wiedza jest nie tylko pożądana, ale także potrzebna dorosłej osobie w XX wieku”. Następnie zwrócił uwagę na niektóre koncepcje leżące u podstaw ekologii człowieka w odniesieniu do problemów społecznych, przed którymi stoją jego czytelnicy w latach 50. XX wieku, a także na twierdzenie, że natura ludzka nie może się zmienić, co to twierdzenie może oznaczać i czy jest prawdziwe. Trzeci rozdział omawia bardziej szczegółowo niektóre aspekty genetyki człowieka.
Potem następuje pięć rozdziałów o ewolucji człowieka i różnicach między grupami ludności (lub rasami) oraz między poszczególnymi mężczyznami i kobietami w czasach współczesnych, w odniesieniu do wzrostu populacji (temat „różnorodności ludzkiej”). Ostatnie rozdziały dotyczą różnych aspektów ludzkiej populacji (temat „życia i śmierci”). Tak jak w przypadku innych zwierząt, dla przetrwania człowieka konieczne jest przezwyciężenie niebezpieczeństw głodu i infekcji, jak również pozostanie płodnym. Cztery końcowe rozdziały dotyczą zatem żywności, chorób oraz wzrostu i spadku populacji ludzkiej.
Barnett spodziewał się, że jego koncepcja może zostać skrytykowana, ponieważ pomija opis cech człowieka, które wyraźnie odróżniają ludzkość od innych zwierząt. Może to spowodować wysunięcie kontrargumentu, że specyfika ludzkiego zachowania została zignorowana, bądź też, że pomijana jest psychologia człowieka lub że nie bierze się pod uwagę sposobu funkcjonowania ludzkiego umysłu. Uzasadniał swój ograniczony pogląd, nie tym, że przywiązano niewielką wagę do pominiętych tematów, lecz tym, że były one tak ważne, że by opisać, lub nawet streścić każdy z nich potrzebna by była osobna książka o podobnej objętości. Innymi słowy, autor został zaklasyfikowany do grona specjalistów akademickich i z tego powodu obawiał się przyjęcia częściowego, konceptualnego i specyficznego poglądu na zoologię człowieka.

### Ekologia
W Ameryce Północnej rozpoczęły się również prace nad opracowaniem sposobów na dostosowanie kultury ludzkiej do realiów ekologicznych. W swoim wykładzie, zatytułowanym „Ekologia człowieka”, wygłoszonym w Londynie w 1957 r. na Uniwersytecie w Oregonie, Paul Sears zalecił „zwrócenie szczególnej uwagi na ekologię człowieka” i postulował „jej umiejętne zastosowanie w sprawach człowieka”. Sears był jednym z nielicznych znaczących ekologów, który z powodzeniem popularyzował wiedzę w tej dziedzinie. Badacz dokumentuje błędy, które popełnili amerykańscy rolnicy, tworząc warunki, które doprowadziły do katastrofalnego w skutkach Dust Bowl. Ta książka przyczyniła się do rozwoju ruchu ochrony gleb w Stanach Zjednoczonych.

### Wpływ na przyrodę
W tym samym czasie J.A. Lauwerys opublikował Man's Impact on Nature, jako część serii Interdependence in Nature wydanej w 1969 roku. Zarówno książka Lauwery'a, jak i publikacja Rusella dotyczyły ekologii kulturowej, choć nie używały tego określenia. Nawet Beginnings and Blunders, wydane w 1970 roku przez wszechstronnego badacza, w tym zoologa, Lancelota Hogbena, z podtytułem Before Science Begun, używały antropologii jako tradycyjnego punktu odniesienia. Jednakże zaprezentowane tam poglądy wskazują na to, że bardziej trafnym tytułem, odzwierciedlającym to, jak Hogben przedstawił, w jaki sposób wczesne społeczeństwa dostosowały się do środowiska za pomocą narzędzi, technologii i grup społecznych, byłaby „ekologia kulturowa”. W 1973 roku fizyk Jacob Bronowski opublikował książkę The Ascent of Man, stanowiącą podsumowanie trzynastoczęściowego serialu telewizyjnego BBC opisującego w szeroki sposób wpływ człowieka na ukształtowanie Ziemi i jej przyszłość.

### Zmienianie Ziemi
W latach 80. XX wieku dominowała koncepcja funkcjonalnej ekologii człowieka. Stał się konwencjonalnym sposobem przedstawiania koncepcji naukowych w perspektywie ekologicznej dominacji człowieka jako gatunku w przeludnionym świecie, stawiając sobie za praktyczny cel stworzenie bardziej ekologicznej („zielonej”) kultury. Przykładem jest książka Iana Simmonsa Changing the Face of the Earth, wydana w 1989 roku. Simmons był geografem, a jego książka była hołdem dla wpływu, który wywarło wielotomowe dzieło pod redakcją W. L.Thomasa Man's role in 'Changing the Face of the Earth.
Książka Simmonsa była jedną z wielu interdyscyplinarnych publikacji o kulturze i środowisku w latach 70. i 80. XX wieku, które wywołały kryzys w klasycznej metodologii geografii w zakresie przedmiotu badań, subdziedzin akademickich i zakresu całej dziedziny. Problem ten rozwiązano poprzez oficjalne przyjęcie ram koncepcyjnych jako podejścia ułatwiającego organizację badań i nauczania, które zmieniają tradycyjne podziały tematyczne. Ekologia kulturowa jest w rzeczywistości szerokim obszarem pojęciowym który w ciągu ostatnich sześćdziesięciu lat pozwolił socjologom, fizykom, zoologom i geografom wejść na wspólną płaszczyznę intelektualną, wychodząc poza granice swoich specjalistycznych dziedzin.

### XXI wiek
W pierwszej dekadzie XXI wieku pojawiają się publikacje dotyczące sposobów, dzięki którym ludzie mogliby rozwijać bardziej akceptowalne relacje kulturowe ze środowiskiem. Przykładem jest sacred ecology („uświęcona ekologia”), jeden z tematów, poruszanych w ramach ekologii kulturowej, wprowadzona przez Fikreta Berkesa w 1999 r.. Proponuje ona korzystanie z doświadczeń mieszkańców Północnej Kanady i ich tradycyjnych sposobów życia w kształtowaniu nowego postrzegania środowiska przez mieszkańców miast. Ta szczególna koncepcja zależności ludzi i środowiska wywodzi się z różnych kulturowych poziomów lokalnej wiedzy na temat gatunków, miejsc oraz systemów zarządzania zasobami z wykorzystaniem lokalnych doświadczeń, instytucji społecznych z ich regułami i kodeksami zachowania oraz poglądów na świat ukształtowanych religię, etykę i szeroko pojęte systemy przekonań .
Pomimo różnic w koncepcjach informacyjnych, wszystkie te publikacje niosą przesłanie, że kultura jest poszukiwaniem równowagi pomiędzy sposobem myślenia opartym na eksploatacji zasobów naturalnych a tym, który dąży do ich ochrony i zachowania. Jednym z wyrazistszych przykładów działania ekologii kulturowej są nieudane próby wprowadzenia europejskich praktyk rolniczych na niedostosowanych do tego glebach, w miejsce tradycyjnych dla danego regionu metod uprawy ziemi. Istnieje sacred ecology, związana ze świadomością ekologiczną, a zadaniem ekologii kulturowej jest inspirowanie mieszkańców miast do rozwijania bardziej akceptowalnych trwałych relacji kulturowych ze środowiskiem, w którym funkcjonują i które ich zaopatruje.